# Хорн, Мэрилин
Мэрилин Хорн (англ. Marilyn Horne; род. 16 января 1934 года, Брадфорд, Пенсильвания) ― американская оперная певица (колоратурное меццо-сопрано), которая обладала исключительно виртуозной техникой колоратуры, широким певческим диапазоном, высокими верхами и сильным грудным регистром. 
Одна из величайших оперных певиц в истории США, награждена Национальной медалью США в области искусств (1992), премией Центра имени Кеннеди (1995 год), четырежды выигрывала премию «Грэмми», введена в Зал славы журнала Gramophone.
Значительный успех сопутствовал ей в брючных ролях (таких, как Танкред в опере Россини и Ринальдо у Генделя), которые были в своё время написаны для кастратов (обладавших одновременно высоким регистром и мощью голоса). Её способность исполнять такие роли позволила вернуть в репертуар ряд позабытых шедевров.

## Биография
Мэрилин Хорн родилась в Брадфорде (штат Пенсильвания). В одиннадцатилетнем возрасте вместе с семьёй переехала в Лонг-Бич.
В 13 лет стала участницей вновь сформированного Молодёжного концертного хора в Лос-Анджелесе. После школы Хорн поступила в университет Южной Калифорнии одновременно на музыкальный и философский факультеты, где была членом студенческого объединения Пи Бета Фи.
В университете занималась в хоре Святого Луки под управлением Уильяма Рипли Дорра; выступления этого известного музыкального коллектива часто записывались студией Capitol Records.
В музыкальной школе университета Мэрилин Хорн училась у Уильяма Веннарда, также брала уроки по вокальному мастерству у оперной певицы Лотты Леман.

### Оперная карьера
В начале 1950-х годов Хорн подрабатывала на озвучках второстепенных персонажей в телевизионных сериалах, а также сделала записи нескольких популярных народных песен. Первой крупной профессиональной работой певицы стала запись в 1954 году песен к фильму «Кармен Джонс», где её голосом пела Дороти Дэндридж. Эта осовремененная переделка оперы «Кармен» имела большой успех в прокате, а голос Мэрилин Хорн стал известен всей стране благодаря пластинке с записью фонограммы киноверсии. В том же году состоялся дебют в качестве оперной певицы — Хорн исполнила роль Хаты в опере Бедржиха Сметаны «Проданная невеста» в лос-анджелесском театре Guild Opera.
В 1956 году на молодую певицу обратил внимание Игорь Стравинский, пригласив её к участию в Венецианском фестивале. В течение следующих трёх лет Хорн работала в Гельзенкирхенской опере, где 22 мая 1960 года на открытии нового оперного зала с блеском исполнила партию Мари в опере Альбана Берга «Воццек». В 1964 году Мэрилин Хорн вернулась в США, продолжив выступать в постановке «Воццека» в опере Сан-Франциско.
В течение многих лет Мэрилин Хорн исполняла партии белькантового репертуара вместе с австралийской оперной певицей Джоан Сазерленд. Совместный дебют состоялся в феврале 1961 года на Манхэттене в концертной постановке оперы «Беатриче ди Тенда» Беллини. Выступление имело большой успех, и оперу дважды давали в нью-йоркском Карнеги-холле. В 1965 году Хорн и Сазерленд пели в «Семирамиде» Россини с труппой бостонской оперы.
В октябре 1964 года Хорн впервые выступила на сцене Королевского театра Ковент-Гарден в роли Мари в «Воццеке». Дебютным выступлением в Ла Скала стало исполнение 13 марта 1969 года роли Иокасты в опере-оратории Стравинского «Царь Эдип». В том же году в середине акта оперы «Осада Коринфа» в Ла Скала зрители устроили Хорн семиминутную овацию.
На сцене Метрополитен-оперы Мэрилин Хорн дебютировала довольно поздно, в 35 лет, в партии Адальджизы (опера «Норма» с Джоан Сазерленд в главной роли), но с тех пор её творческая судьба была тесно связана именно с этим театром. В 1984 году Хорн исполнила заглавную роль в первой опере Генделя («Ринальдо»), которая была поставлена на этой прославленной сцене.

Хорн бесстрашно бралась за сложнейшие партии барочного репертуара. В 1978 году впервые спела заглавную партию в опере Вивальди «Неистовый Роланд». Опера была поставлена на Веронской арене и в дальнейшем шла с Хорн во многих странах, везде встречая неизменный успех. По оценке самой Мэрилин Хорн 
…«Неистовый Роланд» — просто убийственно трудная опера. Из двух с половиной часов, какие длится спектакль, я пою в нём восемьдесят одну минуту. Каждый спектакль сравним с процедурой для похудения — я каждый раз теряю по четыре килограмма.
Помимо опер, Хорн также много исполняла американские песни, в том числе авторства Уильяма Болкома. В январе 1993 года исполнила ряд таких песен на инаугурации Билла Клинтона в качестве 42-го президента США.

### После ухода со сцены
Карьеру оперной певицы Хорн официально завершила в 1999 году, дав прощальный концерт в чикагском Symphony Center. С тех пор она эпизодически выступала на поп-концертах (главным образом с бродвейской звездой Барбарой Кук). В начале XXI века вела мастер-классы для оперных певиц в Оберлинской музыкальной консерватории, Университете Мэриленда, музыкальной школы Манхэттена и в Университете Оклахомы.
Мэрилин Хорн была известна своей активной общественной деятельностью. Она основала фонд, чтобы помочь сохранить искусство вокальных концертов. Ежегодно давала мастер-классы в Музыкальной консерватории Оберлина, Университете Мэриленда, Колледж-парке, Манхэттенской музыкальной школе и в Университете Оклахомы. С 1997 по 2018 год Хорн руководила вокальной программой в Музыкальной академии Запада в Калифорнии (с 2018 года  занимает там же почётную директорскую должность). Певица преподавала и оставалась главой жюри конкурса песни Мэрилин Хорн до 2020 года.
В 2013 году Мэрилин Хорн передала весь свой личный архив Питтсбургскому университету, который дал ей в 2004 году почётную докторскую степень. С этого момента в её родном городе началось создание музея и выставочного центра Мэрилин Хорн в университетском здании Сенеки (переименованном в Marilyn Horne Hall); частично это стало возможным благодаря правительственному гранту в размере $3 млн. С момента своего открытия 6 мая 2017 года музей публично демонстрирует часть коллекции в региональном кампусе.

### Личная жизнь
С 1960 по 1979 год Мэрилин Хорн состояла в браке с дирижёром Генри Льюисом. Супруги проживали в местечке Эко-Парк под Лос-Анджелесом и воспитывали дочь Анджелу. Мать Мэрилин изначально была против межрасовых браков, выговаривая дочери («Будь его любовницей, ради бога, но не его женой»), однако впоследствии поменяла свои убеждения и стала другом семьи. До 1989 года в течение пятнадцати лет Хорн жила с греческим певцом Никосом Заккария.
В декабре 2005 года, незадолго до 72-летия Хорн, у неё был диагностирован локализованный рак поджелудочной железы. В беседе с Норманом Лебрехтом на BBC Radio 3 26 июля 2010 года она кратко сообщила о своем диагнозе и весело сказала: «Я всё ещё здесь!»
В 1983 году Хорн совместно с Джейн Сковелл выпустила автобиографию «Моя жизнь» с рядом откровенных фактов, в 2004 году вышло продолжение автобиографии под названием «Мэрилин Хорн — песня продолжается».

## Награды и премии
- Самый многообещающий новый исполнитель классической звукозаписи, 1964, 7-я ежегодная премия «Грэмми»
- Лучшее исполнение классического солиста, 1981, 24-я ежегодная премия «Грэмми»
- Лучшее исполнение классического солиста, 1983, 26-я ежегодная премия «Грэмми»
- Лучшая оперная запись, 1993, 36-я ежегодная премия «Грэмми»
- Почетная премия за вклад в звукозапись, 2021, 63-я ежегодная премия «Грэмми»
- Международная оперная премия (2023)

Кроме того, талант певицы был отмечен Медалью Генделя (1980), Золотой медалью за заслуги перед Национальным обществом искусств и литературы (1987), Национальной медалью искусств (1992) и орденом Кеннеди-центра с отличием (1995).
В 1982 году итальянский фонд Россини присудил Хорн первый в своей истории золотой диплом с формулировкой: «величайшему в мире исполнителю партий Россини».